# 矩阵的谱
矩阵的谱（Spectrum of a matrix）是一個數學術語，指一個矩阵的特徵值的集合。一般地，若{\displaystyle T\colon V\to V}是有限维向量空间{\displaystyle V}上的线性变换，则它的频谱为一系列标量{\displaystyle \lambda }的集合，满足矩阵{\displaystyle T-\lambda I}不可逆。矩阵特征值之积等于矩阵的行列式，而特征值之和等于矩阵的迹。以此觀點，可以定義奇异方阵的偽行列式為其非零特徵值的乘積（計算多元正态分布的密度會需要此數值）。
在許多應用中（例如PageRank），會關注特徵值絕對值最大的值。有些應用則會關注特徵值絕對值最小的值。不過一般而言，矩阵的谱可以提供有關矩陣的一些資訊。